# NGC 4042
NGC 4042 este o galaxie eliptică situată în constelația Părul Berenicei. A fost descoperită în 18 martie 1865 de către Albert Marth.